# 戦術高エネルギーレーザー

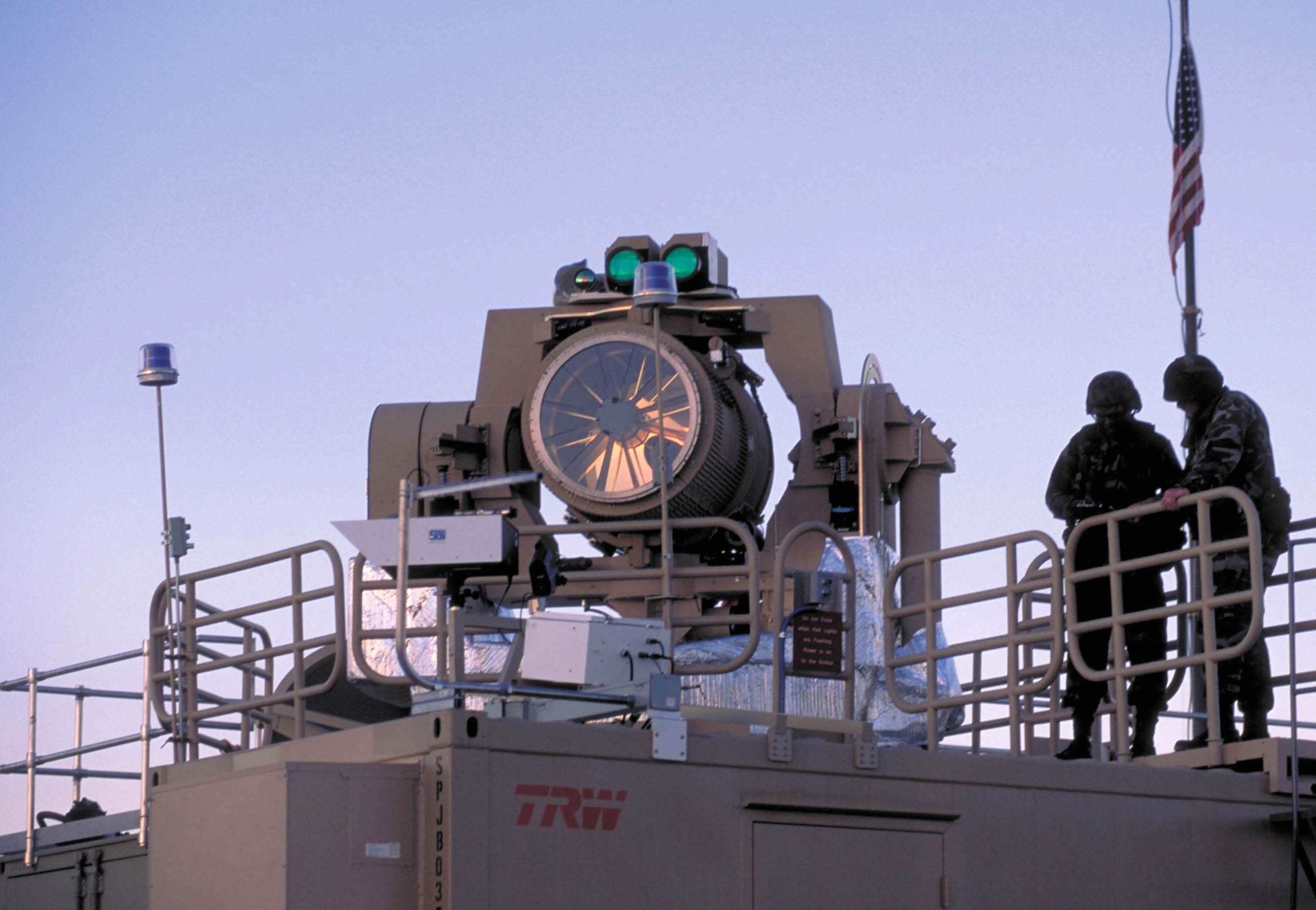
THEL実証機(THEL/ACTD)

戦術高エネルギーレーザー（せんじゅつこうエネルギーレーザー、 Tactical High-Energy Laser、THEL）は、アメリカ合衆国とイスラエルが共同開発していた対空レーザー兵器。2005年に計画が中止された。
移動可能なバージョンはMTHEL (Mobile Tactical High-Energy Laser) と呼ばれる。

## 概要
THELの本格的な開発は、1996年7月18日のアメリカとイスラエルの協定により開始された。THELは高エネルギーレーザーを利用した光学兵器システムで、レーザー生成技術とレーザー制御技術とを組み合わせ現存のセンサーや通信技術から新しい対空防衛能力を持たせようとしていた。
THELの目標は、短距離から中距離にかけての接近戦での問題に、他のシステムや技術とは異なる解決法を提供し、それにより戦闘部隊の能力を高めることである。また、THELは1迎撃当たりのコストが約3,000USドルと低く、空からの脅威に対して、費用対効果に優れた低コストな防御策となることが期待された。60回の射撃で再装填し、5kmの範囲では100%に近い迎撃率となることを目標としていた。
THELは1998年に発射試験を行い、初期作戦能力の獲得は1999年と計画されていた。しかし、移動型のMTHELのため再設計を行い、かなりの遅れが発生した。最初の固定式のデザインにはかなりの重量、サイズ、電力の制限があり、現代の流動的な戦闘には適していなかった。MTHELの目標は大きなセミトレーラー3台分のサイズで移動できることである。最近になり、イスラエル政府が予算を減少させたため、IOCは少なくとも2010年まで延期された。
ノースロップ・グラマンが主契約社として開発している。使用されるレーザーはフッ化重水素レーザーによる波長3.8μmの中赤外線域化学レーザーであるため大気圏内での減衰が少ない。
2000年から2001年にかけて、THELは28発のカチューシャのロケット弾と、5発の砲弾を撃墜している。また、MTHELもテストを成功裏に完了した。2004年8月24日に行われたテストでは複数の迫撃砲弾の撃墜にも成功している。このテストでは実際の迫撃砲による攻撃を想定し、単体の迫撃砲による射撃と、一斉射撃の両方が試験された。目標はTHELの実験機により迎撃、破壊された。
2005年、アメリカとイスラエルはTHELの開発中止を決定した。 その決定は、"かさばること、コストが高いこと、戦場での成果が期待できないこと "が理由だった。

## 同種の兵器

### レイセオン社のレーザー兵器

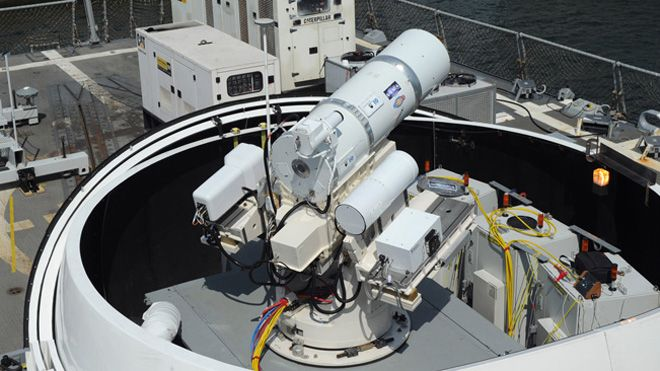
レーザー砲のプロトタイプ。（2014年1月12日）

2010年7月19日、イギリスで開催されたファーンボロー国際航空ショーでは、軍艦に設置された米レイセオン社レーザー兵器が、レーダーシステムによる誘導の下、約3.2キロ先を時速480キロで飛行する無人航空機4機を32キロワットという高エネルギーレーザー兵器により破壊するというデモンストレーションを行った。無人航空機は数秒で焼き払われたという。
レイセオン社のレーザー兵器はレーザー設備6基を使用、軍艦に設置し、強力な高エネルギーレーザービームを合成させる事で威力を高めているという。米軍艦の「ファランクス」艦艇用近接防御火器システム（CIWS）と連携し、そのレーダーシステムを使い照準を定める。無人航空機以外に、小型艦船・迫撃砲弾・ロケット弾などへの攻撃・迎撃にも使用可能であり、2016年に実戦配備される見通しである。
2018年には、小型のオフロードビークルに車載されたレイセオン社の小型レーザーにより、ドローンをロックオンして撃墜できるレーザー兵器システムが公開された。高エネルギーレーザー(HEL)と赤外線センサーやマルチスペクトルターゲティングシステムなどを一つのパッケージとして提供している。回転できるレーザー砲は360度全方向を狙える上、20～30回のレーザー攻撃が可能であり、発電機と組み合わせれば回数制限はなくなる。
これまでは、大気中の減衰のためレーザー光線によるエネルギーの遠距離伝達は極めて困難であり、まだまだ兵器としての実用化には程遠いものと考えられてきた。しかし最新の技術情報によれば、ポーランドで遠距離到達も可能な極めて高出力のレーザー衝撃波を生成することを可能にする技術的なブレークスルーがあったとの報道が2014年に行われた。

### 艦載型レーザー兵器 LaWS
米海軍の艦載型レーザー兵器システム LaWS (Laser Weapon System) は4000万ドル（約45億円）もの開発費がかかっているが、一照射あたりのコストは約1ドルとなっており、2017年7月時点ではペルシア湾に展開するアメリカ海軍揚陸艦ポンスに搭載されている。

## 登場作品

### アニメ・漫画
『OBSOLETE』
第1話に手持ち式へと改造されたものが登場。汎用人型機械エグゾフレームを装備するアメリカ海兵隊部隊が2体1組で使用し、1体のエグゾフレームが手持ち式のレーダーで照準を行い、もう1体のエグゾフレームが発射器を担いで射撃を担当する形で敵の迫撃砲の砲弾を迎撃する。しかし途中で敵の狙撃によりレーダーが破壊されたことで使用不能になった。

### 小説
『WORLD WAR Z』
移動型のMTHELが登場。ゾンビ戦争ではほとんど出番がなかったが、元ハリウッドのプロデューサーであるロイ・エリオットが借用し、ゾンビをMTHELのレーザーで切断する様子を撮影して映画にする。また、ゾンビ対策で国境に壁を築いたイスラエルでは、テロリストによる壁外からの砲撃やロケット弾をMTHELが防いでいることが語られる。